# Albert Divo

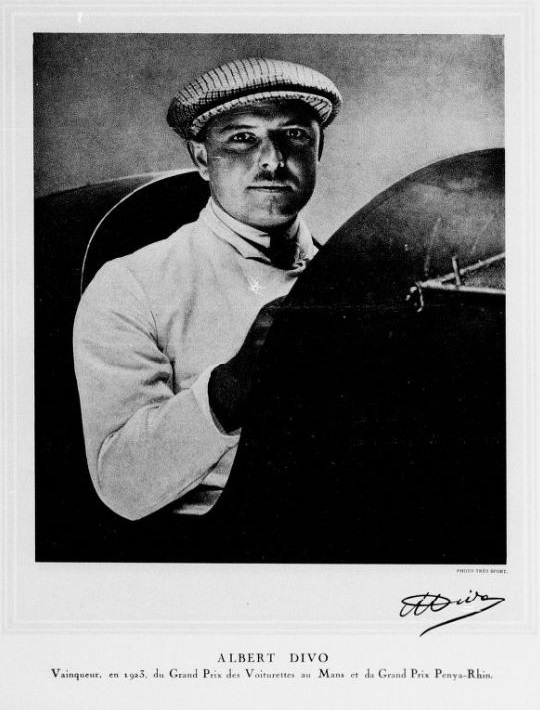
Albert Divo, 1924

Albert Divo (Parijs, 24 januari 1895 - 19 september 1966) was een Frans autocoureur die in de jaren '20 de Targa Florio-race won. De Bugatti Divo is vernoemd naar hem.